# Liste der Monuments historiques in Sarraltroff
Die Liste der Monuments historiques in Sarraltroff führt die Monuments historiques in der französischen Gemeinde Sarraltroff auf.

## Liste der Objekte
| Bezeichnung                                        | Beschreibung | Standort                       | Kennzeichnung | Schutzstatus | Datum | Bild |
| -------------------------------------------------- | --- | ------------------------------ | ------------- | ------------ | ----- | ---- |
| Hauptaltar                                         | Altartisch, Tabernakel und Retabel; Holz, farbig gefasst und vergoldet, zweite Hälfte des 18. Jahrhunderts von Dominique Labroise | in der Kirche St-Michel (Lage) | PM57000330    | Classé       | 1969  |      |
| Wandvertäfelung, Kirchengestühl und zwei Lesepulte | Holz, farbig gefasst, zweite Hälfte des 18. Jahrhunderts von Dominique Labroise                                                   | in der Kirche St-Michel (Lage) | PM57000329    | Classé       | 1969  |      |